# MyAnna Buring
MyAnna Buring, nata Margaretha MyAnna Buring Rantapää (ˌmʏˈana ˈbʉː.rɪŋ; Sundsvall, 22 settembre 1979), è un'attrice e doppiatrice svedese naturalizzata britannica.

## Biografia
Nata in Svezia nel 1979, cresce in Medio Oriente per trasferirsi in Gran Bretagna all'età di 16 anni. Frequenta la American British Academy a Mascate, Oman, dove conosce l'attore caratterista e regista horror Stegath Dorr.
Nel 2004 ottiene la laurea alla London Academy of Music and Dramatic Art, in seguito alla quale diventa regista associata della compagnia teatrale MahWaff.

## Carriera

### Televisione
Nel 2006 partecipa come ospite a "The Impossible Planet", parte di una storia di Doctor Who in due episodi. Il suo personaggio, Scooti, muore nel vuoto spaziale. Per dare l'effetto dell'assenza di gravità, le scene del suo corpo che fluttua verso un buco nero vengono filmate sott'acqua in una vasca dei Pinewood Studios.
Nello stesso anno, l'attrice interpreta Olivia in un adattamento di La dodicesima notte di Shakespeare della compagnia teatrale Exeter's Northcott, affiancata da Sara Weymouth e David Gwillim. Sempre a teatro, recita nell'opera originale di Michael Kingsbury Seduced, rappresentata al Finborough Theatre di Londra. Nel 2008 interpreta Alice nella pellicola indipendente Credo, conosciuta anche con il titolo di The Devil's Curse.
L'attrice appare nel ruolo di Debbie in Molto rumore per nulla (BBC One), oltre che in L'ispettore Barnaby (ITV), Casualty (BBC One) e Murder Prevention (Channel 5). Insieme alla compagnia teatrale MahWaff recita in Guardians, Monologue For An Ensemble e An Inspector Calls.
Nell'ottobre 2010 interpreta Adriana Doyle, attivista pacifista della campagna per il disarmo nucleare, nel secondo episodio della terza stagione di Inspector George Gently, fiction in onda su BBC One.
Nel 2012 ottiene due ruoli di supporto significativi nei serial della BBC Blackout e Ripper Street. Si unisce inoltre al cast di Downton Abbey, nel ruolo della cameriera Edna Braithwaite, nello speciale di Natale 2012 e nella quarta stagione della serie.
Nello stesso anno interpreta Karen Clarke, protagonista del dramma in due parti di ITV1 The Poison Tree. Il suo personaggio è una donna perseguitata dal suo passato, che alla fine però la raggiunge.
Dal 2019 al 2023 ha preso parte alla serie televisiva The Witcher, rilasciata da Netflix e basata sulla Saga di Geralt di Rivia, opera dello scrittore polacco Andrzej Sapkowski: il suo ruolo è stato quello della rettrice di Aretuza, Tissaia de Vries.

### Cinema
Nel 2005 debutta sul grande schermo nell'horror The Descent - Discesa nelle tenebre, diretto da Neil Marshall. Il suo ruolo, Sam, è uno dei personaggi principali tra le donne che si avventurano in un sistema di caverne inesplorate. L'attrice appare anche nel sequel del film, The Descent Part 2, sotto forma di flashback.
Nel 2008 recita in Doomsday - Il giorno del giudizio, collaborando nuovamente con Neil Marshall alla regia.
Nel 2009 interpreta la protagonista femminile di Lesbian Vampire Killers, affiancata da James Corden e Mathew Horne.
Nel maggio 2010 recita in un film televisivo del canale statunitense Syfy, Witchville, interpretando Jozefa al fianco di Sarah Douglas.
Sempre nell'ambito del fantasy, interpreta il ruolo di Tanya, esponente del clan Denali, nei due film conclusivi della serie di Twilight, The Twilight Saga: Breaking Dawn - Parte 1 e Parte 2.
Nel 2011 recita invece nell'horror Kill List, interpretando la moglie del protagonista.

## Filmografia

### Attrice

#### Cinema
- The Descent - Discesa nelle tenebre (The Descent), regia di Neil Marshall (2005)
- Omen - Il presagio (The Omen), regia di John Moore (2006)
- Don't, episodio di Grindhouse, regia di Edgar Wright (2007)
- Doomsday - Il giorno del giudizio (Doomsday), regia di Neil Marshall (2008)
- Freakdog, regia di Paddy Breathnach (2008)
- Credo, regia di Toni Harman (2008)
- Lesbian Vampire Killers, regia di Phil Claydon (2009)
- City Rats, regia di Steve Kelly (2009)
- The Descent: Part 2, regia di Jon Harris (2009)
- Devil's Playground, regia di Mark McQueen (2010)
- Kill List, regia di Ben Wheatley (2011)
- The Twilight Saga: Breaking Dawn - Parte 1 (The Twilight Saga: Breaking Dawn - Part 1), regia di Bill Condon (2011)
- The Twilight Saga: Breaking Dawn - Parte 2 (The Twilight Saga: Breaking Dawn - Part 2), regia di Bill Condon (2012)
- Hyena, regia di Gerard Johnson (2014)
- Lost in Karastan, regia di Ben Hopkins (2014)
- Hot Property, regia di Max McGill (2016)
- The Comedian's Guide to Survival, regia di Mark Murphy (2016)
- Official Secrets - Segreto di stato (Official Secrets), regia di Gavin Hood (2019)
- Killers Anonymous, regia di Martin Owen (2019)
- Se upp för Jönssonligan, regia di Tomas Alfredson (2020)
- 97 Minutes, regia di Timo Vuorensola (2023)

#### Televisione
- Murder Prevention – serie TV, episodio 1x03 (2004)
- Casualty – serie TV, episodio 19x12 (2004)
- Doctor Who – serie TV, episodio 2x08 (2006)
- Metropolitan Police (The Bill) – serie TV, episodio 23x80 (2007)
- L'ispettore Barnaby (Midsomer Murders) – serie TV, episodio 11x04 (2008)
- The Wrong Door – serie TV, 5 episodi (2008)
- L'ispettore Gently (Inspector George Gently) – serie TV, episodio 3x02 (2010)
- Any Human Heart – serie TV, episodio 1x04 (2010)
- Witchville, regia di Pearry Reginald Teo – film TV (2010)
- Super Eruption, regia di Matt Codd – film TV (2011)
- White Heat – serie TV, 6 episodi (2012)
- Blackout – serie TV, 2 episodi (2012)
- Coming Up – serie TV, episodio 10x07 (2012)
- The Poison Tree – serie TV, 2 episodi (2012)
- Ripper Street – serie TV, 34 episodi (2012-2016)
- Downton Abbey – serie TV, 5 episodi (2012-2013)
- Crossing Lines – serie TV, 2 episodi (2013)
- Miss Marple (Agatha Christie's Marple) – serie TV, episodio 6x01 (2013)
- The Great War: The People's Story – serie TV, episodio 1x01 (2014)
- The Vote, regia di Josie Rourke e Tony Grech-Smith – film TV (2015)
- Banished – miniserie TV, 7 episodi (2015)
- Prey – serie TV, 3 episodi (2015)
- Dag – serie TV, 8 episodi (2015)
- In the Dark – miniserie TV, 4 episodi (2017)
- One Night (En Natt) – serie TV, 10 episodi (2018)
- The Witcher – serie TV, 17 episodi (2019-2023)
- The Salisbury Poisonings – serie TV, 3 episodi (2020)
- The Responder – serie TV, 5 episodi (2022)
- Count Magnus, regia di Mark Gatiss – film TV (2022)
- Exit – serie TV, 3 episodi (2023)

#### Cortometraggi
- English Language (with English Subtitles), regia di Tim Plester (2007)
- Don't, regia di Edgar Wright (2007)
- The Road to Vengeance, regia di Craig Viveiros (2010)
- Half Hearted, regia di Max McGill (2010)
- Au Revoir Monkeys, regia di Janis Nords (2011)
- Health, Wealth & Happiness, regia di Nic Alderton (2017)
- The Albion Tales, regia di Nic Alderton (2018)

### Doppiatrice

#### Televisione
- Primal – serie TV, episodio 2x04 (2022) – Rikka

#### Videogiochi
- The Witcher 3: Wild Hunt - Blood and Wine (2016) – Anna Henrietta
- Mia and the Dragon Princess (2023) – Benicia

## Doppiatrici italiane
Nelle versioni in italiano dei suoi lavori, MyAnna Buring è stata doppiata da:
- Chiara Gioncardi[9] in The Twilight Saga: Breaking Dawn - Parte 1[10], The Twilight Saga: Breaking Dawn - Parte 2[11], Ripper Street (1ª voce)[12]
- Emanuela D'Amico[13] in The Descent[14]
- Barbara Berengo Gardin[15] in Kill List
- Stella Musy[16] in Ripper Street (2ª voce)[12]
- Domitilla D'Amico[17] in Downton Abbey[18]
- Daniela Amato[19] in Official Secrets - Segreto di stato[20]
- Federica De Bortoli[21] in Doomsday - Il giorno del giudizio[22], The Witcher[23]